# Бруно Мантовані
Бруно Мантовані (фр. Bruno Mantovani; * 8 жовтня 1974, Шатійон, О-де-Сен) — французький універсальний музикант: композитор, диригент, продюсер щотижневої радіопрограми «Музика Франції» (France musique) сезону 2014-15 та директор Паризької вищої національної консерваторії музики й танцю.

## Біографія
Батько Бруно був італійського, а мати іспанського походження. Музичну освіту розпочав з курсів фортепіано, ударних і джазу в Перпіньяні. Пізніше, у 1993 році вступив до Паризької консерваторії, де здобув п'ять перших премій. Ступінь магістра з музикознавства здобув в університеті Руана (Université de Rouen). Потім вивчав композицію в абатстві Ройомон та композицію та комп'ютерну музику в Інституті дослідження та координації акустики/музики.
2 серпня 2010 — директор Паризької консерваторії.
Лауреат премії Джордже Енеску (2000), Ордену мистецтв і літератури (2010).